# Chaerephon johorensis
Chaerephon johorensis é uma espécie de morcego da família Molossidae. Pode ser encontrada na Indonésia e Malásia.